# 河野通忠
河野 通忠（かわの みちただ、文永5年（1268年） - 没年不詳）は、鎌倉時代後期の武士。伊予国の河野通有の子。通称は八郎。
弘安4年（1281年）の弘安の役では、14歳で父とともに従軍して奮戦する。通有父子と戦った竹崎季長が描かせた『蒙古襲来絵詞』には「嫡男 河野の八郎」として登場している。後に風早郡河野郷柚木谷を領有した。
だが、通有の没後、河野氏の家督は異母弟である九郎通盛が継いでいる。通盛系を正統とする河野氏の系譜『築山本河野家譜』では通盛の生母（河野通久の娘）が通忠を斥けて通盛を当主にして河野氏を繁栄させた筋立てが取られており、『蒙古襲来絵詞』では通有の嫡男として描かれている通忠が、『築山本河野家譜』では家督を狙って河野家の乱す存在として描かれている。これは通有の没後に河野氏で家督を巡る内紛が発生し、その結果として通忠が敗れて嫡流が通盛流に移ったことを示すと推測されている。
また、通忠の子である通貞は越後国魚沼郡上田荘小栗山郷を領していたことが知られており（『予章記』には元亨年間に通忠が恩賞として得たと伝える）、後世の越後河野氏がその子孫であったとみられる。